# Психология восприятия пространства
Восприятие пространства — способность человека воспринимать пространственные характеристики окружающего мира: величину и форму предметов, а также их взаимное расположение.
Восприятие пространства объясняется следующими теориями: теория извлечения признаков, теория шаблонов, теория покомпонентного распознавания.

## Физиология зрения
- Глаз
- Бинокулярное зрение
- Скотопическое зрение
- Фотопическое зрение

## Восприятие глубины
Основная статья см. Восприятие глубины
Восприятие глубины и объемности предмета возникает когда изображение попадает на сетчатку обоих глаз в точки, находящиеся на разном расстоянии от центральных ямок (см. гороптер). Это ощущение усиливается сокращением и расслаблением глазных мышц.
Также на небольшом расстоянии глубину можно оценивать и при помощи монокулярного зрения.
При изображении пространства на плоскости глубина предаётся средствами линейной и тональной перспективы.

## Восприятие объемности предметов
Основную роль при восприятии объемности играет бинокулярное зрение — эта способность видеть предмет одновременно с двух сторон.
Также предметы воспринимаются объёмными из-за светотени — наблюдаемого на поверхности объекта распределения освещённости, создающей шкалу яркостей. Равномерно освещённый предмет воспринимается плоским, например, Луна и Солнце из-за их равномерной яркости, воспринимаются не как шары, а как плоские диски. При рассеянном свете из-за отсутствия теней и полутеней объект кажется почти плоским. Средствами светотени передаётся объёмность предметов при изображении пространства на плоскости.

## Восприятие формы
На восприятие формы предмета влияет константность восприятия — при изменении освещённости, расстояния и ракурса форма предмета воспринимается относительно постоянной, например, круглый предмет кажется круглым, даже если он в перспективе виден в форме эллипса.
Константность — постоянство восприятия одного и того же дистального объекта при изменении проксимального стимула, способность распознавать один и тот же объект на основе различающейся сенсорной информации (ощущений). Воспринимаемый в различных обстоятельствах и условиях объект рассматривается как один и тот же. Так, яркость объекта как величина характеризующая отражённый свет изменяется если переместить его из слабо освещённой комнаты в комнату с хорошим освещением. Тем не менее объект при изменении проксимальной стимульной информации в обоих случаях рассматривается как один и тот же. Можно выделить константность таких свойств объекта как размер, форма, яркость, цвет. Константность восприятия формы исследуется на установке, основными элементами которой являются квадрат-эталон (со стороной 10 см) и прямоугольник-измеритель (шириной 10 см). Квадрат-эталон всегда в опыте наклонён к наблюдателю, а плоскость прямоугольника-измерителя должна быть перпендикулярна оси зрения испытуемого. Высота прямоугольника-измерителя может изменяться испытуемым с помощью специальной кнопки. Испытуемого просят подобрать такую высоту прямоугольника-измерителя, чтобы он имел ту же видимую форму, что и наклонённый квадрат-эталон. В опыте варьируется наклон квадрата-эталона (25°, 30°, 35° и 40°). Для каждого значения наклона эталона испытуемый четыре раза подравнивает высоту измерителя. Таким образом получаются данные для вычисления коэффициента константности.
Константность восприятия измеряется коэффициентом константности по формуле Брунсвика — Таулесса:
{\displaystyle K={\frac {V-P}{R-P}}}
где {\displaystyle V} — высота прямоугольника-измерителя, которую установил испытуемый в стремлении подравнять видимые формы измерителя и эталона,
{\displaystyle R} — высота квадрата эталона, {\displaystyle P=R\cdot \cos \alpha },
где {\displaystyle \alpha } — угол наклона квадрата-эталона.
Для исследования механизмов константности зрительного восприятия проводятся эксперименты с инверсией поля зрения человека. Константность восприятия формы в опытах с инверсией поля зрения с помощью инвертоскопа падает до нуля, а в процессе адаптации восстанавливается, достигая доэкспериментального уровня. 

Одно из объяснений константности восприятия основывается на различении восприятия и чувствительности (ощущения). Восприятие действительных свойств объектов это субъективный психический процесс связывающий ощущения (чувственный опыт) свойств объекта с другой стимульной информацией. 

Пример иллюзии Понцо. Обе горизонтальные линии имеют одинаковый размер.

Так свойство размера объекта связывается с расстоянием до объекта, яркость объекта связывается с освещенностью. Субъективный психический процесс восприятия, который позволяет человеку признавать объект одним и тем же даже если он располагается на разном расстоянии от него (у объекта в таком случае различный угловой размер — если он на большом расстоянии — малый угловой размер, если на маленьком расстоянии — большой угловой размер) в некоторых случаях сопровождается «регрессом к действительным объектам». Примером регресса к действительным объектам как следствия константности восприятия являются оптические иллюзии. Так иллюзия Понцо показывает как осуществляемая восприятием регрессия к действительным объектам которые располагаются в трехмерном мире, в случае с двухмерным объектом — рисунком — заставляет человека воспринимать горизонтальный отрезок у сходящихся концов вертикальных линий как более длинный чем отрезок расположенный у расходящихся концов тех же вертикальных линий, как будто последний расположен «ближе» к наблюдателю.

## Восприятие направления
Направление, в котором видится объект, определяется местом его отображения на сетчатке глаза и положением нашего тела, головы и глаз по отношению к окружающим нас объектам. Вертикальное положение нашего тела по отношению к горизонтальной плоскости земли является исходным моментом для визуального определения. Таким образом, в восприятии направления участвуют не только зрительные, но также двигательные и вестибулярные ощущения.
При бинокулярном зрении (двумя глазами) раздражители, падающие на соответствующие (корреспондирующие) точки сетчатки, видятся нам в одном и том же направлении (закон тождественного направления). Это направление дается линией-директрисой, идущей к предмету из переносицы – центра между глазами.
На сетчатке все изображения перевернуты. Их правильное положение воспринимается нами благодаря сочетанию зрительных с другими видами ощущений. Человек способен правильно ориентироваться в пространстве даже при искажении условий восприятия.

## Восприятие размеров

### Иллюзии величины
восприятие величины связано с апперцептивностью восприятия. мы воспринимаем объект, находящийся вдалеке таких же размеров, как если бы он был вблизи.